# فرشته (فیلم ۱۹۸۲)
فرشته (فرانسوی: L'Ange‎) یک فیلم در ژانر هنری، صامت، و درام محصول کشور فرانسه است که در سال ۱۹۸۲ منتشر شد. از بازیگران آن می‌توان به موریس باکت و ریتا رنوار اشاره کرد.